# Istebné

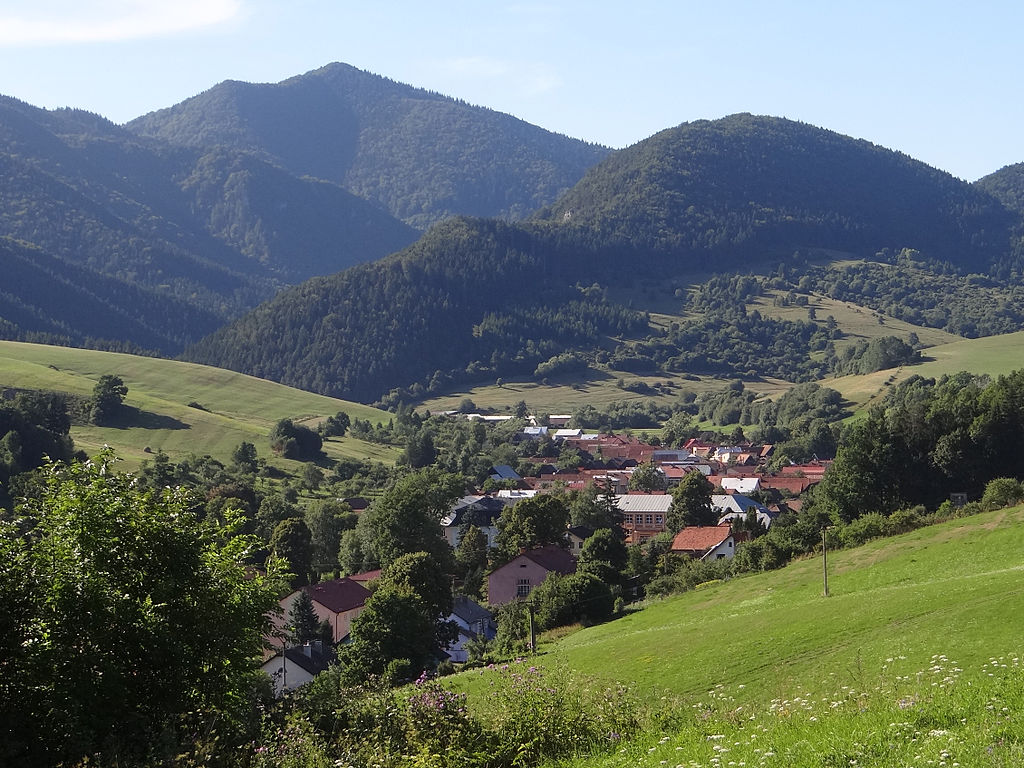

Istebné (Hongaars: Isztebne) is een Slowaakse gemeente in de regio Žilina, en maakt deel uit van het district Dolný Kubín.
Istebné telt 1.412 inwoners.